# Midori Honda
Midori Honda (jap. 本田 美登里, Honda Midori; * 16. November 1964 in Shizuoka) ist eine ehemalige japanische Fußballspielerin.

## Karriere

### Verein
Sie begann ihre Karriere bei Shimizudaihachi SC, wo sie von 1979 bis 1984 spielte. 1985 folgte dann der Wechsel zu Yomiuri Nippon SC Ladies Beleza. Sie trug 1990, 1991 und 1992 zum Gewinn der Nihon Joshi Soccer League bei.

### Nationalmannschaft
Honda wurde 1981 in den Kader der japanischen Nationalmannschaft berufen und kam bei der Fußball-Asienmeisterschaft der Frauen 1981 zum Einsatz. Sie wurde in den Kader der Fußball-Weltmeisterschaft der Frauen 1991 berufen. Insgesamt hat sie 43 Länderspiele für Japan bestritten.

## Errungene Titel

### Mit Vereinen
- Nihon Joshi Soccer League: 1990, 1991, 1992

### Persönliche Auszeichnungen
- Nihon Joshi Soccer League Best XI: 1990